# Jutrznia Białystok
Jutrznia Białystok – żydowski klub sportowy z siedzibą w Białymstoku, rozwiązany wraz z wybuchem II wojny światowej.

## Piłka nożna
Klub powstał w połowie lat 20., najprawdopodobniej około roku 1926–1927. W roku 1939, wraz z wybuchem wojny, rozgrywki zawieszono, a żydowskie kluby rozwiązano.

## Sezony
| Poziomy rozgrywkowe | Poziomy rozgrywkowe | Poziomy rozgrywkowe | Poziomy rozgrywkowe | Poziomy rozgrywkowe | Sezony, opis | Sezony, opis   | Sezony, opis | Sezony, opis | Sezony, opis | Sezony, opis | Sezony, opis           | Sezony, opis | Sezony, opis     |
| I                   | II                  | III                 | IV                  | V                   | Sezon        | Liga           | Poz.         | Pkt.         | Bramki       | Z/R/P        | Uwagi                  | Nazwa        | ZPN              |
| ------------------- | ------------------- | ------------------- | ------------------- | ------------------- | ------------ | -------------- | ------------ | ------------ | ------------ | ------------ | ---------------------- | ------------ | ---------------- |
| MP                  | A                   | B                   | C                   |                     | 1924         |                |              |              |              |              |                        |              | Wileński OZPN    |
| MP                  | A                   | B                   | C                   |                     | 1925         |                |              |              |              |              | Przerwa w rozgrywkach. | Jutrznia     | Wileński OZPN    |
| MP                  | A                   | B                   | C                   |                     | 1926         |                |              |              |              |              |                        | Jutrznia     | Wileński OZPN    |
| L                   | A                   | B                   | C                   |                     | 1927         |                |              |              |              |              |                        | Jutrznia     | Warszawski OZPN  |
| L                   | A                   | B                   | C                   |                     | 1928         | Klasa B (gr.I) | 7            | b.d.         | b.d.         | b.d.         |                        | Jutrznia     | Warszawski OZPN  |
| L                   | A                   | B                   | C                   |                     | 1929         | Klasa B (gr.I) | 1            | b.d.         | b.d.         | b.d.         |                        | Jutrznia     | Białostocki OZPN |
| L                   | A                   | B                   | C                   |                     | 1930         | Klasa A        | 7            | b.d.         | b.d.         | b.d.         |                        | Jutrznia     | Białostocki OZPN |
| L                   | A                   | B                   | C                   |                     | 1931         | Klasa A        | 8            | 3            | 7–65         | 1/1/12       |                        | Jutrznia     | Białostocki OZPN |
| L                   | A                   | B                   | C                   |                     | 1932         | Klasa B (gr.I) | b.d.         | b.d.         | b.d.         | b.d.         |                        | Jutrznia     | Białostocki OZPN |
| L                   | A                   | B                   | C                   |                     | 1933         | Klasa B (gr.I) | b.d.         | b.d.         | b.d.         | b.d.         |                        | Jutrznia     | Białostocki OZPN |
| L                   | A                   | B                   |                     |                     | 1934         |                |              |              |              |              | b.d.                   |              | Białostocki OZPN |
| L                   | A                   | B                   |                     |                     | 1935         |                |              |              |              |              | b.d.                   |              | Białostocki OZPN |
| L                   | A                   | B                   |                     |                     | 1936         |                |              |              |              |              | b.d.                   |              | Białostocki OZPN |
| L                   | A                   | B                   |                     |                     | 1936/1937    |                |              |              |              |              | b.d.                   |              | Białostocki OZPN |
| L                   | A                   | B                   |                     |                     | 1937/1938    |                |              |              |              |              | b.d.                   |              | Białostocki OZPN |
| L                   | A                   | B                   |                     |                     | 1938/1939    |                |              |              |              |              | b.d.                   |              | Białostocki OZPN |